# Hypercompe andromela
Hypercompe andromela är en fjärilsart som beskrevs av Dyar 1909. Hypercompe andromela ingår i släktet Hypercompe och familjen björnspinnare. Inga underarter finns listade i Catalogue of Life.